# 海倫娜·克莉史汀森
海倫娜·克莉史汀森（Helena Christensen；1968年12月25日—），丹麦超級名模。她曾是高級時裝品牌Versace的代言人。她也曾经是维多利亚的秘密的模特兒。
她和美国男演员諾曼·李杜斯育有一子。

## 外部連結
- 海倫娜·克莉史汀森在互联网电影资料库（IMDb）上的資料（英文）